# Marizy
Marizy foi uma comuna francesa na região administrativa de Borgonha-Franco-Condado, no departamento Saône-et-Loire. Estendia-se por uma área de 31,71 km². Em 2010 a comuna tinha 653 habitantes (densidade: 20,6 hab./km²).
Em 1 de janeiro de 2016, passou a formar parte da nova comuna de Le Rousset-Marizy.